# 貝爾角
貝爾角（英語：Cape Bayle）是南極洲的海岬，位於帕默群島的昂韋爾島東北端，由讓-巴蒂斯特·夏古率領的法國探險隊繪入地圖，現時由南極條約體系管理。